# Малерб, Франсуа де
Франсуа де Малерб (Мальгерб фр. François de Malherbe; 1555, Кан — 16 октября 1628, Париж) — французский поэт XVII века, чьи произведения во многом подготовили поэзию классицизма. В то же время многие сочинения Малерба тяготеют к стилю барокко.

## Биография и творчество

### Начало пути
Малерб происходил из знатной семьи. Отец его был гугенотом, но после Варфоломеевской ночи без колебаний перешёл в лоно католицизма. Франсуа учился в находившихся под влиянием протестантизма университетах Базеля и Гейдельберга. Первые стихи Малерба относятся к 1575 году («Слёзы на кончину Женевьевы Руссель», Les Larmes sur la mort de Genevieve Roussel). В 1576 году оставил отчий дом и попытался самостоятельно сделать карьеру. Перебрался в Прованс и поступил на службу к герцогу Генриху Ангулемскому (бастарду Генриха II) в качестве секретаря. Через год после гибели своего покровителя, в 1587 году, посвятил королю Генриху III свою первую поэму «Слёзы Святого Петра» (Les Larmes de Saint-Pierre), выдержанную в традициях уходящего с литературной сцены петраркизма и написанную под прямым влиянием итальянского поэта Луиджи Тансилло. Генрих III благосклонно принял дар и наградил поэта; два года спустя, в 1589 году, монарх был убит.

### Расцвет творчества
В 1590-х годах Малерб попеременно жил то в Кане, то в Провансе; сблизился с астрономом и литератором Никола Пейреском, писателем и мыслителем Гийомом Дю Вэром и Антуаном Монкретьеном; побудил последнего к существенной переработке трагедии «Софонисба». Осуществил переводы двух произведений Сенеки: «Нравственные письма к Луцилию» и трактат «О благодеяниях»; позднее, в 1616 году, Малерб опубликовал выполненный им перевод 33-й книги «Истории» Тита Ливия. К 1598 году относится одно из лучших стихотворений Малерба — философские стансы «Утешение господину Дюперье на кончину его дочери» (Consolation à M. du Périer sur la mort de sa fille), в которых сильно ощущается влияние неостоицизма. Как указывал Ю. Б. Виппер, 
«в стансах нет ни малейшего намека на описание умершей, не отмечено ни одной конкретной, индивидуальной черточки. Поэт стремится смягчить страдания друга с помощью логических доводов о необходимости подавить горе и вернуться к созидательной деятельности, прибегая к проповеди стоической философии, проникнутой пафосом самообуздания и самоотречения»
В ноябре 1600 года Малерб преподнёс своё сочинение находившейся в тот момент в Экс-ан-Провансе Марии Медичи. То была перекликающаяся с произведениями Ронсара хвалебная ода «Королеве по случаю её благополучного прибытия во Францию» (Sur sa bienvenue en France). Ода была встречена молодой королевой благосклонно и обеспечила в дальнейшем Малербу высочайшую протекцию.

### Прибытие в Париж

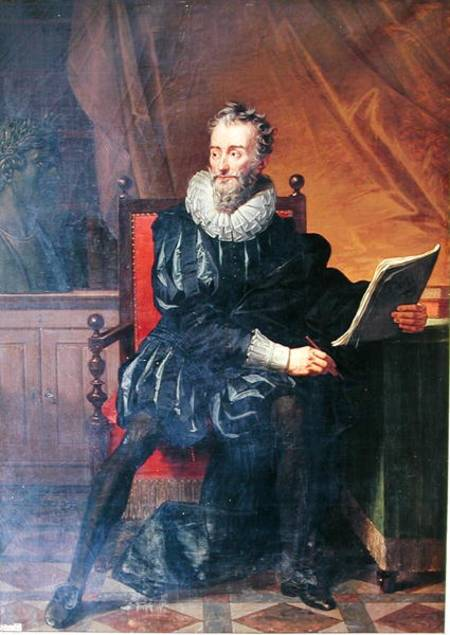
Франсуа де Малерб

В Париж Малерб прибыл в 1605 году, уже заслужив репутацию известного поэта. Он был представлен королю Вокленом Дез Ивето, заслужил благосклонную оценку своих стихов и получил жалованье в 1000 франков и придворную должность постельничего. Свои обязанности он исполнял с большим рвением; не упускал возможности сочинить стихотворение по случаю тех или иных событий из жизни двора (включая и любовные увлечения короля). Малерб стал официальным поэтом складывающегося абсолютизма и одновременно разработчиком поэтического языка, способного достойно воспеть деяния монарха.
К официальной поэзии Малерба принадлежат, например, посвященные Генриху IV оды «На счастливое и успешное окончание Седанского похода» (Au roi Henri le Grand sur le succès du voyage de Sedan) и «Молитва за здравие короля Генриха Великого, направляющегося в Лимузен» (Au roi Henri le Grand allant en Limousin, 1605). При этом Малерб не просто отдавал дань хвалебной риторике, но вполне искренне верил в заслуги непомерно возвеличиваемых им «сильных мира сего». Ревниво относился к соперникам вроде Филиппа Депорта, подвергал их уничтожающей критике. После смерти Генриха IV Мария Медичи, став регентшей, назначила ему пенсию. Людовик XIII вдохновлял Малерба меньше, чем энергичный Ришельё; тем не менее, в 1624 году он посвятил обоим хвалебные сонеты. Несмотря на это, первый сборник стихов Малерба вышел лишь в 1630 году.

### Последние годы
Одно из последних сочинений Малерба — «Ода королю, отправившемуся покарать мятеж ларошельцев» (Pour le Roy allant chastier la rébellion des Rochelois) — было написано по случаю осады Ла-Рошели в 1627—1628 годах и заслужило благодарность со стороны Ришельё. Последние годы жизни Малерба оказались омрачены драматическими событиями, связанными с уголовным преследованием его сына, а затем его гибелью на дуэли (1627). Малерб добился вынесения смертного приговора убийце, но в исполнение он приведен не был (из-за противодействия Людовика XIII). Все эти события подорвали его ещё недавно казавшееся железным здоровье. Говорят, что на смертном одре Малерб упрекнул ухаживавшего за ним человека за не вполне французское слово.

### Особенности поэтической манеры
Франсуа Малерб фактически порвал с традицией поэзии гуманизма ренессансного типа, хотя разрабатывал популярные в XVI веке жанры: ода, стансы, сонет, песня. Среди античных авторов он отдавал предпочтение Сенеке, Овидию, Марциалу и особенно Стацию. В то же время он резко осуждал Пиндара и Вергилия. Малерб обрабатывал с необычайной — и даже маниакальной, с точки зрения Таллемана де Рео — тщательностью каждый стих. Введенные им реформы относятся главным образом к фактуре стиха: он изгонял зияние, цезуры, затемняющие смысл, слишком легкие составные рифмы вроде temps — printemps и требовал, чтобы поэты одолевали трудности, искали сочетания отдаленных слов для рифмы, не довольствуясь тем, что приходит в голову по аналогии (как, напр., montagne-campagne). В общем его требования сводились к ясности, точности и виртуозности стиха. Критерий рационализма, положенный Малербом в основу творчества, в дальнейшем стал краеугольным камнем эстетики классицизма.

### Переписка
Большой историко-культурный интерес представляет переписка Малерба с его другом Никола де Пейреском, охватывающая собой обширный период с 1606 года и до самой кончины поэта.

## Мнения Буало и Пушкина
Никола Буало в первой главе своего «Поэтического искусства» воспел Малерба как творца французского стиха; уничижительно охарактеризовав Ронсара, он произносит следующую знаменитую похвалу Малербу («Enfin Malherbe vint…», перевод Э. Линецкой):

Но вот пришел Малерб и показал французам

Простой и стройный стих, во всем угодный музам,

Велел гармонии к ногам рассудка пасть

И, разместив слова, удвоил тем их власть.

Очистив наш язык от грубости и скверны,

Он вкус образовал взыскательный и верный,

За легкостью стиха внимательно следил

И перенос строки сурово запретил.

Его признали все; он до сих пор вожатый;

Любите стих его, отточенный и сжатый,

И ясность чистую всегда изящных строк,

И точные слова, и образцовый слог!— Буало. Поэтическое искусство
Мнение Буало цитирует в своей статье «О ничтожестве литературы русской» Пушкин, сопровождая его следующим критическим комментарием:

Но Малерб ныне забыт подобно Ронсару, сии два таланта, истощившие силы свои в усовершенствовании стиха… Такова участь, ожидающая писателей, которые пекутся более о наружных формах слова, нежели о мысли, истинной жизни его, не зависящей от употребления! — А. С. Пушкин «О ничтожестве литературы русской»  Собрание сочинений в 10 томах. </
В то же время в статье «О предисловии г-на Лемонте к переводу басен И. А. Крылова» Пушкин сочувственно цитирует строки из «Эпистолы о стихотворстве» Сумарокова, где дается следующая характеристика поэзии Ломоносова: «Он наших стран Мальгерб, он Пиндару подобен».

## Значение творчества Малерба
Явно тенденциозное отношение к Малербу как к первому после эпохи «грубости и скверны» настоящему поэту было распространено в XVIII веке (Д'Аламбер, Вольтер, Лагарп, Мармонтель). Даже в XIX веке Ламартин и Де Мюссе писали стихи в русле заветов Малерба. Между тем Малерб не создал в полном смысле слова поэтической школы и вообще в систематическом виде не запечатлел свою доктрину (по крупицам её восстанавливали на основе созданного поэтом Онора Раканом жизнеописания, а также на основе составленного поэтом в 1606 году комментария к стихам Депорта).
Его последователями в XVII веке можно считать Пьера де Демье, Ракана, Франсуа Менара, Антуана Годо, Франсуа Ожье, Никола Фаре и Геза де Бальзака.

## Интересные факты
- Как отмечал русский поэт и критик Михаил Дмитриев, Лафонтен «при чтении од Малерба в первый раз почувствовал в душе своей присутствие пиитического гения»[5]. Считается, что переломную роль в судьбе Лафонтена сыграла ода — а точнее, стансы — Малерба на смерть Генриха IV (Sur la mort de Henri Le Grand, 1610).
- По сведениям Таллемана де Рео (полагавшего, что «особенного таланта за Малербом не водилось»), в доме Малерба «имелось всего семь-восемь соломенных стульев; а поскольку к нему нередко и в большом количестве захаживали любители изящной словесности, то он, когда все стулья бывали заняты, запирал дверь; если же кто-то начинал стучать, он кричал: „Обождите, свободных стульев больше нет“, полагая, что лучше вовсе не принять гостя, нежели заставить его стоять»[6].
- Малерб является автором нескольких стихотворений эротического характера[7].
- Среди близких друзей поэта был известный художник-портретист Даниель Дюмустье. Ему принадлежит карандашный портрет Малерба (1607, Париж, Национальная библиотека).